# غلين كاتلي
غلين كاتلي (بالإنجليزية: Glenn Catley)‏ مواليد 15 مارس 1972 في سوفولك، إنجلترا، هو ملاكم بريطاني سابق صنّف ضمن فئة وزن فوق المتوسط بدأ مسيرته الاحترافية سنة 1993.

## روابط خارجية
- غلين كاتلي على موقع بوكس ريك (الإنجليزية) (registration required)